# 1957 في النرويج
فيما يلي قوائم الأحداث التي وقعت خلال عام 1957 في النرويج.

## سياسة

### تعيين في المنصب
- 21 سبتمبر – أولاف الخامس ملكية النرويج.

### انتهاء فترة المنصب
- 21 سبتمبر – هوكون السابع ملك النرويج ملكية النرويج.

## مواليد

### يناير
- 8 يناير – كريستيان إغن موسيقي نرويجي.

### مايو
- 27 مايو – داغ أندرسون سياسي نرويجي.

### يونيو
- 27 يونيو – جير إيفارشي

### أغسطس
- 13 أغسطس – كارل ستورمر (مواليد 1874)